# Christiane Köpke
Christiane Köpke geboren Christiane Knetsch (Brandenburg an der Havel, 24 augustus 1956) is een Duits roeister.
Köpke won tijdens de wereldkampioenschappen in 1975 de wereldtitel in de acht. Een jaar later tijdens de Olympische Zomerspelen 1976 in het Canadese Montreal de gouden medaille in de acht, dit waren de eerste spelen waarbij roeien voor vrouwen onderdeel was van het olympische programma.
Vier jaar later tijdens de Olympische Zomerspelen 1980 prolongeerde Köpke haar olympische medaille in de acht.

## Resultaten

### Olympische Zomerspelen
| Jaar | Plaats   | Resultaten |
| ---- | -------- | ---------- |
| 1976 | Montreal | in de acht |
| 1980 | Moskou   | in de acht |

### Wereldkampioenschappen roeien
| Jaar | Plaats     | Resultaten |
| ---- | ---------- | ---------- |
| 1975 | Nottingham | in de acht |
| 1978 | Hamilton   | in de acht |

1976: Goretzki & Knetsch & Richter & Ahrenholz & Kallies & Ebert & Lehmann & Müller & Wilke ·
1980: Boesler & Neisser & Köpke & Schütz & Kühn & Richter & Sandig & Metze & Wilke ·
1984: O'Steen & Metcalf & Bower & Graves & Flanagan & Norelius & Thorsness & Keeler & Beard ·
1988: Strauch & Zeidler & Haacker & Wild & Kluge & Schröer & Balthasar & Stange & Neunast ·
1992: Barnes & Taylor & Delehanty & Crawford & McBean & Worthington & Monroe & Heddle & Thompson ·
1996: Tănase & Cochelea & Gafencu & Spîrcu & Olteanu & Lipă & Popescu & Ignat & Georgescu ·
2000: Damian & Susanu & Olteanu & Cochelea & Dumitrache & Lipă & Gafencu & Ignat & Georgescu ·
2004: Florea & Susanu & Bărăscu & Papuc & Gafencu & Lipă & Damian & Ignat & Georgescu ·
2008: Cafaro & Cummins & Davies & Francia & Goodale & Lind & Logan & Shoop & Whipple ·
2012: Cafaro & Francia & Lofgren & Ritzel, Musnicki & Logan & Lind, Davies & Whipple ·
2016: Elmore & Gobbo & Logan & Musnicki, Polk & Regan & Schmetterling & Simmonds & Snyder ·
2020: Roman & Gruchalla-Wesierski & Roper & Proske & Grainger & Mailey & Payne & Wasteneys & Kit ·
2024: Rusu & Anghel & Bodnar & Lehaci & Adam & Bereș & Vrînceanu & Radiș & Petreanu